# Andrea Marto
Andrea Marto (ur. 5 września 1957 w Delvinie) – albański geolog, deputowany do Zgromadzenia Albanii z ramienia Socjalistycznej Partii Albanii.

## Życiorys
W 1982 roku ukończył studia z zakresu geologii. W roku 1995 uzyskał habilitację w tej dziedzinie.
W latach 2009-2013 był dyrektorem firmy Alumil Albania Shpk. Od września 2013 jest deputowanym do albańskiego parlamentu z ramienia Socjalistycznej Partii Albanii; w 2017 roku uzyskał reelekcję.
Deklaruje znajomość języka greckiego, francuskiego i angielskiego.